# Fauna
|  | Per a altres significats, vegeu «Fauna (mitologia)». |

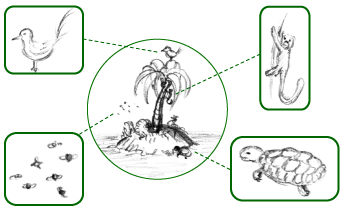
Fauna

La fauna és el conjunt d'espècies animals que habiten en una regió geogràfica, que són pròpies d'un període geològic o que hom pot trobar en un ecosistema determinat. La zoogeografia s'ocupa de la distribució espacial dels animals. Aquesta depèn tant de factors abiòtics (temperatura, disponibilitat d'aigua) com de factors biòtics. Entre aquests factors en destaquen les relacions possibles de competència o de depredació entre les espècies. Els animals acostumen a ser molt sensibles a les pertorbacions que alteren el seu hàbitat; per això, un canvi en la fauna d'un ecosistema indica una alteració en un o diversos dels seus factors.

## Fauna silvestre o salvatge
La fauna es divideix en diferents tipus d'acord amb l'origen geogràfic d'on provenen les espècies que habiten un ecosistema o biòtops. "La fauna silvestre" o "salvatge" és aquella que viu sense intervenció de l'home per al seu desenvolupament o alimentació.

## Fauna domèstica
La fauna domèstica, o fauna sotmesa a domesticació, està constituïda per les espècies domèstiques pròpiament dites, és a dir, aquelles espècies sotmeses al domini de l'home, que s'acostumen a viure sota aquest domini sense necessitat d'estar tancades o subjectes i que en aquest estat es reprodueixen indefinidament, tenint aquest domini com a objectiu l'explotació de la capacitat de diversos animals de produir treball, carn, llana, pells, plomes, ous, companyia i altres productes i serveis (el cavall, el bou, l'ovella, la cabra, el gat, el gos, la gallina, el porc, entre d'altres) 

## Fauna en domesticació
La fauna en procés de domesticació, està integrada per aquells animals silvestres, siguin autòctons, exòtics o importats, criats zootècnicament sota el domini de l'home en condicions de captivitat o semicaptivitat, que a través de les generacions van perdent el seu caràcter de salvatges per convertir-se en domèstics i ser explotats amb les mateixes finalitats que aquests últims. Degut al fet que encara no poden ser considerades espècies domèstiques, han de ser enquadrades per a la seva gestió com varietats de poblacions silvestres mantingudes en captivitat i, per tant, manejades com espècies silvestres d'una determinada zona geogràfica.